# Tinemelitta ceriaula
Tinemelitta ceriaula är en fjärilsart som beskrevs av Edward Meyrick 1914. Tinemelitta ceriaula ingår i släktet Tinemelitta och familjen äkta malar. Inga underarter finns listade i Catalogue of Life.